# Henry Ternisien
Henry Ternisien, né le 6 juin 1847 à Cayenne en Guyane et mort le 4 décembre 1895 dans le 17e arrondissement de Paris, est un homme politique français.

## Biographie
Avocat, il est candidat républicain pour la première élection législative de Cochinchine en 1881, mais est battu par Jules Blancsubé. À la mort de ce dernier, en 1888, il se présente à la législative partielle, et est élu.
Il ne siège pourtant que du 28 mai au 5 novembre, son élection étant invalidée du fait de l'inscription sur les listes électorales d'indigènes venant d'Inde française.
De nouveau candidat lors du renouvellement général de 1889, il est battu par Charles Le Myre de Vilers. Il reprend alors son métier d'avocat, exerçant à Vĩnh Long.
Membre du conseil colonial de Cochinchine en 1894, il rentre cependant en France l'année suivante, malade. Il meurt quelques mois plus tard.

## Sources
- « Henry Ternisien », dans Adolphe Robert et Gaston Cougny, Dictionnaire des parlementaires français, Edgar Bourloton, 1889-1891 [détail de l’édition]